# Brigada Motorizada n.º 24 "Huamachuco"
La Brigada Motorizada N°24 "Huamachuco", nace como una unidad de montaña del Regimiento Reforzado n.º 4 "Rancagua", en el año 1959, con el objeto de desarrollar tareas propias de la institución en el altiplano chileno. 

## Historia
A partir del 2 de enero de 1979 esta unidad se crea como Regimiento de Infantería n.º 24 "Huamachuco" y se establece su guarnición en la comuna de Putre. 
Las dependencias que cobijan a los montañeses del "Huamachuco" se encontraban situadas en diferentes localidades altiplánicas, siendo su cuartel principal ubicado en la localidad de Pacollo, en el camino internacional denominado la ruta CH11 que conecta la ciudad de Arica con el vecino país de Bolivia y a una altitud de 4.360 m.s.n.m. Posteriormente en los años noventa, se traslada definitivamente a la localidad de Putre y pasa a denominarse como Regimiento Reforzado n.º 24 "Huamachuco", formando parte de la VI División de Ejército. 
Su fecha de aniversario es el 10 de julio, día que se conmemora la Batalla de Huamachuco.
El 12 de agosto de 2016 pasa a denominarse Brigada Motorizada n.°24 "Huamachuco" del General Alejandro Gorostiaga Orrego y está formada por:
- Batallón de Infantería Motorizada n.º 24 "Huamachuco".
- Grupo de Artillería n.º 14 "Parinacota".
- Compañía de Ingenieros.
- Compañía de Telecomunicaciones.
- Pelotón de Exploración Terrestre.

## Muerte de Franco Vargas
El 27 de abril de 2024, el soldado conscripto Franco Vargas Vargas, oriundo de Santiago y que ingresó de manera voluntaria a realizar su servicio militar obligatorio, se constata su fallecimiento en el Centro de Salud Familiar de Putre tras complicaciones respiratorias durante una campaña de instrucción, fruto de supuestas negligencias y malos tratos de parte de oficiales y suboficiales que desoyeron sus quejas sobre su decaído estado de salud por el frío intenso del lugar. Además de su deceso se registraron alrededor de 50 conscriptos de la misma unidad con complicaciones respiratorias, estando 22 de ellos infectados con influenza aviar y uno con E. Colli.Uno de los padres de los soldados afectados declaró que según testimonio de su hijo, los afectados fueron obligados a comer carne cruda y beber agua de pozo.

## Fuente
- Página oficial del Ejército de Chile
- Reportan que 45 conscriptos presentan un cuadro infeccioso en regimiento de Arica donde murió un joven de 19 años